# Ультразвукова доплерографія
Доплерографі́чна ехокардіографі́я - це процедура, яка використовує доплерографію для огляду серця. Ехокардіограма використовує високочастотні звукові хвилі для створення зображення серця, тоді як використання доплерівської технології дозволяє визначити швидкість і напрямок кровотоку за допомогою ефекту Доплера.
Ехокардіограма може в певних межах дати точну оцінку напрямку кровотоку та швидкості крові та серцевої тканини в будь -якій довільній точці з використанням ефекту Доплера. Одним з обмежень є те, що ультразвуковий промінь повинен бути максимально паралельним потоку крові. Вимірювання швидкості дозволяють оцінити області та функції серцевого клапана, будь -які ненормальні зв'язки між лівою та правою сторонами серця, будь -яке витікання крові через клапани (клапанна регургітація), розрахунок серцевого викиду та розрахунок співвідношення Е/А (показник діастолічної дисфункції). Контрастні середовища з контрастним ультразвуком із застосуванням газонаповнених контрастних середовищ з міхурців можуть бути використані для поліпшення швидкості або інших медичних вимірів, пов'язаних з потоком.
Перевагою доплерографічної ехокардіографії є те, що її можна використовувати для вимірювання кровотоку в серці без інвазивних процедур, таких як катетеризація серця.
Крім того, з дещо різними налаштуваннями фільтра/посилення, метод може вимірювати швидкість тканин за допомогою тканинної доплерографічної ехокардіографії. Поєднання швидкості потоку та тканини може бути використано для оцінки тиску наповнення лівого шлуночка, хоча лише за певних умов.
Хоча "Доплерографія" стала синонімом "вимірювання швидкості" в медичній візуалізації, у багатьох випадках вимірюється не зсув частоти (доплерівський зсув) прийнятого сигналу, а зсув фази (коли надходить прийнятий сигнал). Однак результат розрахунку в кінцевому підсумку буде ідентичним.

Ця процедура часто використовується для обстеження серця дітей на наявність серцевих захворювань, оскільки немає вимог щодо віку чи розміру.

## 2D -доплерографія
На відміну від одновимірного доплерівського зображення, яке може забезпечити лише одновимірну швидкість і залежить від кута потоку променя, 2D оцінка швидкості за допомогою доплерівського ультразвуку здатна генерувати вектори швидкості з осьовими та бічними компонентами швидкості. Двовимірна швидкість корисна навіть за наявності складних умов потоку, таких як стеноз та біфуркація. Існує два основні методи оцінки двовимірної швидкості за допомогою ультразвуку: відстеження спеклів та векторна доплерографія перехрещеного променя, які ґрунтуються на вимірюванні часових і фазових зсувів відповідно.

### Векторна доплерографія
Векторна доплерографія є природним продовженням традиційної одновимірної доплерографії на основі фазового зсуву. Фазовий зсув визначається шляхом взяття автокореляції між лунами з двох послідовних запусків. Основна ідея Vector Doppler - розділити датчик на три апертури: одну в центрі як передавальну апертуру та дві з кожної сторони як приймальні. Фазові зсуви, виміряні з лівого та правого отворів, об’єднуються, щоб отримати осьову та бічну складові швидкості. Положення та відносні кути між отворами потрібно налаштовувати відповідно до глибини судини та бічного положення потрібної області.

### Відстеження спекл
Для оцінки кровотоку в ультразвукових системах можна використовувати відстеження спекла, який є добре відомим методом стиснення відео та інших застосувань. Основна ідея відстеження спеклів полягає в тому, щоб знайти найкращу відповідність певного спеклу з одного кадру в межах області пошуку в наступних кадрах. Декореляція між кадрами є одним з основних факторів, що погіршують її продуктивність. Декореляція в основному викликана різною швидкістю пікселів усередині спекл, оскільки вони не рухаються як блок. Це менш серйозно при вимірюванні потоку в центрі, де швидкість зміни швидкості є найменшою. Потік у центрі зазвичай має найбільшу величину швидкості, що називається "пікова швидкість". У деяких випадках це найнеобхідніша інформація, наприклад, діагностика стенозу.